# Воженилек, Даниэль
Даниэль Воженилек (чеш. Daniel Voženílek; род. 10 февраля 1996, Пардубице, Восточночешский край) — чешский профессиональный хоккеист, нападающий клуба Чешской хоккейной лиги «Оцеларжи» (с 2022 года). Игрок сборной Чехии по хоккею с шайбой. Двукратный чемпион Чехии по хоккею с шайбой (2023, 2024 годы). Чемпион мира (2024).

## Клубная карьера
Воженилек дебютировал в чешской экстралиге в ХК «Динамо Пардубице» в сезоне 2013/14 годов.
В сезоне 2016/2017 годов выступал в Финляндии за команду «Rovaniemen Kiekko». После возвращения из Финляндии на правах аренды играл за «LHK Jestřábi Prostějov». С 2017 по 2022 годы играл за различные клубы Чешской хоккейной лиги.
Сезон 2022/2023 годов провёл в клубе ХК «Оцеларжи», где стал чемпионом Чехии. Следующий сезон для «Оцеларжи» и Даниэля также стал победным.

## Карьера в сборной
В декабре 2014 года был вызван в молодёжную сборную Чехии для участия в чемпионате мира, на котором чехи стали шестыми. Даниэль сыграл два матча.
В декабре 2015 года вновь был вызван в молодёжную сборную Чехии для участия в чемпионате мира, на котором сборная Чехии стала пятой. Даниэль сыграл пять матчей и сделал одну результативную передачу.
В 2024 году приглашён в состав первой национальной сборной Чехии для участия в чемпионате мира, который состоялся на аренах Праги и Остравы.